# Cámara Venezolana Japonesa
Cámara Venezolana Japonesa (CAVEJA) (fundada en 1989 en Caracas, Venezuela) es una organización sin fines de lucro, presidida por el economista Erwin Miyasaka, que se encarga principalmente de estrechar los vínculos culturales entre Venezuela y Japón.

## Historia
La Cámara Venezolana Japonesa fue creada en 1989 por un grupo de empresarios japoneses y venezolanos con el interés de incentivar las relaciones comerciales y culturales entre ambos países. En la actualidad funciona como una extensión de la embajada japonesa en Venezuela, que se enfoca principalmente en los eventos que involucran el conocimiento y la interacción de ambas culturas. 

## Presidente
El economista venezolano, Erwin Miyasaka, es el actual presidente de la Cámara Venezolana Japonesa desde el 2007. Graduado por la Universidad Santa María, cursó estudios de postgrado en Gerencia y Finanzas en la Escuela de Negocios de la Universidad de Pensilvania “Wharton School of Economics”, una Especialización en Gerencia y Administración en la Universidad de Harvard en Cambridge, MA., y una investigación sobre el sistema de Empresas Japonesas en la Universidad de Hitotsubashi de Tokio, Japón.
En diciembre de 2015, obtuvo el reconocimiento por parte del Gobierno de Japón por ser uno de los líderes latinoamericanos de ascendencia japonesa más destacados. Participó en encuentros con el Príncipe y la Princesa Akishino, el director general de la Oficina del Primer Ministro, el ministro de Relaciones Exteriores y el Grupo de Diputados del Comité de Integración entre Japón y América Latina.

## Honorarios

### Miembros
- Tetsusaburo Hayashi: Embajador de Japón en Venezuela

### Presidentes
- Carlos E. Hellmund: C. Hellmundo & Cía.
- Alberto Behrens Reverón: Toyota de Venezuela
- José Santiago Núñez Gómez: Tinoco Travieso Planchart & Núñez

## Acuerdos suscritos
Las relaciones diplomáticas entre el Gobierno del Japón y el Gobierno de la República Bolivariana de Venezuela han sido estrechas desde que las mismas se establecieron el 19 de agosto de 1938, fundamentalmente en el ámbito de cooperación, con perspectivas de consolidar aún más los lazos económicos, políticos y culturales. Su misión es incentivar las relaciones comerciales y de inversión entre Venezuela y Japón.